# Ectropothecium diversifolium
Ectropothecium diversifolium är en bladmossart som beskrevs av Hugh Neville Dixon 1932. Ectropothecium diversifolium ingår i släktet Ectropothecium och familjen Hypnaceae. Inga underarter finns listade i Catalogue of Life.